# صومعه منجی مقدس (نوکازار)
صومعه منجی مقدس (نوکازار) (ارمنی: Սուրբ Ամենափրկիչ վանք (Նուկզար)؛ ) یک صومعه متعلق به کلیسای حواری ارمنی واقع در شهر نوکازار، شهرستان شمکر جمهوری آذربایجان می‌باشد. ساخت و ساز این ساختمان در سده ۱۲ام میلادی؛ به پایان رسید. این بنا به سبک معماری ارمنی طراحی شده است.